# Elgg
Elgg is een plaats en gemeente in het Zwitserse kanton Zürich, en maakt deel uit van het district Winterthur. Elgg telt 3697 inwoners.

## Geschiedenis
Op 1 januari werd de buurgemeente Hofstetten opgegevenen en werd de plaats opgenomen in de gemeente Elgg.

## Geboren
- Elisabeth Brock-Sulzer (1903-1981), journaliste, onderwijzeres en vertaalster
- Marco Diem (1964), wielrenner